# Undisputed Attitude
Undisputed Attitude är ett musikalbum av Slayer med 11 punkcover och 3 egna låtar (Can't Stand You, Ddamm och Gemini). Albumet släpptes den 28 maj 1996. Medlemmar på denna inspelning är: Tom Araya (sång & bas), Kerry King (gitarr), Jeff Hanneman (gitarr) & Paul Bostaph (trummor).

## Låtförteckning
| Nr  | Titel                                         | Kompositör                                                  | Original artist | Längd |
| --- | --------------------------------------------- | ----------------------------------------------------------- | --------------- | ----- |
| 1.  | Disintegration/Free Money                     | Eric Mastrokalos, Brett Dodwell, Roy Hansen                 | Verbal Abuse    | 1:41  |
| 2.  | Verbal Abuse/Leeches                          | Mastrokalos, Dodwell, Hansen                                | Verbal Abuse    | 1:58  |
| 3.  | Abolish Government/Superficial Love           | Jack Grisham, Ron Emory, Mike Roche, Todd Barnes            | T.S.O.L.        | 1:48  |
| 4.  | Can't Stand You                               | Jeff Hanneman                                               | Pap Smear       | 1:27  |
| 5.  | DDAMM (Drunk Drivers Against Mad Mothers)     | Jeff Hanneman                                               | Pap Smear       | 1:01  |
| 6.  | Guilty of Being White                         | Ian MacKaye                                                 | Minor Threat    | 1:07  |
| 7.  | I Hate You                                    | Mastrokalos, Dodwell, Hansen                                | Verbal Abuse    | 2:16  |
| 8.  | Filler/I Don't Want to Hear It                | MacKaye, Lyle Preslar, Brian Baker, Jeff Nelson             | Minor Threat    | 2:28  |
| 9.  | Spiritual Law                                 | Casey Royer, Rikk Agnew, John Calabro                       | D.I.            | 3:00  |
| 10. | Mr. Freeze                                    | Kyle Toucher                                                | Dr. Know        | 2:24  |
| 11. | Violent Pacification                          | Spike Cassidy, Kurt Brecht                                  | D.R.I.          | 2:38  |
| 12. | Richard Hung Himself                          | Royer, Fred Traccone                                        | D.I.            | 3:22  |
| 13. | I'm Gonna Be Your God ("I Wanna Be Your Dog") | James Osterberg, Ron Asheton, Scott Asheton, Dave Alexander | The Stooges     | 2:58  |
| 14. | Gemini                                        | Kerry King, Tom Araya                                       | Slayer          | 4:53  |